# 有限幾何学
有限幾何学（ゆうげんきかがく）とは有限個の点から構成される幾何学の体系である。例えばユークリッド幾何学は有限幾何学でない。ユークリッド空間における「線」は無限に多くの（実際は実数と同じ濃度の)「点」を含むからである。
ユークリッド幾何は任意の次元で存在することと同様に、有限幾何も任意の(有限)次元で存在する。ただし、ユークリッド幾何とは異なり、有限幾何の場合は同じ次元でも各種の異なった(幾何学的)構造が存在し得る。

## 概要
有限幾何は有限体上の構造と関連したベクトル空間として、線型代数を通じて定義できる。それはガロア幾何とも呼ばれる。または有限幾何は、純粋に組合せ論的に定義することもできる。
多くの場合には(しかしすべてではない)有限幾何はガロア幾何と同じものである。例えば3次元またはそれ以上の次元における任意の有限射影空間は、ある有限体上の射影空間と同型である(有限体上のベクトル空間の射影化)。
そこでこの場合は両者の違いはない。しかし2次元においては、組合せ論的に定義された射影平面で、有限体上の射影空間と同型にならないようなもの、いわゆる非デザルグ平面が存在する。そこでこの場合は両者は異なるものである。

## 有限平面
次の注意は有限「平面」のみに適応できる。
有限平面幾何にはアフィン平面幾何と射影平面幾何の二種類がある。アフィン幾何においては平行線は通常の意味で使われる。これに対し、射影幾何においては任意の二つの直線がただひとつの交点をもつ、すなわち平行線は存在しない。有限アフィン平面幾何と有限射影平面幾何は、どちらも簡単な公理系によって構成される。

### 有限アフィン平面

9点と12直線を持つ位数3の有限アフィン平面の図。同じ色の「直線」は「平行」の関係にある

アフィン平面幾何は、空でない集合{\displaystyle X}(その要素は「点」と呼ばれる)、および、次の条件を満たすような{\displaystyle X}の部分集合の空でない族{\displaystyle L}(その要素は「直線」と呼ばれる)から構成される。
1. 2つの異なる任意の点が与えられたとき、それらを含むような直線がただ一つだけ存在する。
2. 平行線公準 :直線{\displaystyle \ell }と{\displaystyle \ell }上にない一点{\displaystyle p}が与えられたとき、{\displaystyle p}を含み{\displaystyle \ell }とは交点をもたない、すなわち{\displaystyle \ell \cap \ell '=\varnothing .}となるような直線{\displaystyle \ell '}がただ一つだけ存在する。
3. どの3点も同一直線にないような4点集合が存在する。

最後の公理は、この幾何が空集合でないことを保証する。最初の二つはこの幾何の特性を規定する。

4点と6直線を含む位数2の有限アフィン平面の図。同じ色の「直線」は「平行」の関係にある

ただ4点のみを含むもっとも単純なアフィン平面は位数2のアフィン平面と呼ばれる。3点は同一直線上にないので、任意の点の対がただひとつの直線を定める。そしてこの平面は6直線を含む。 これは互いに交わらない辺を「平行」と見なした四面体に対応する。あるいは向かい合う2辺だけではなく2つの対角線も「平行」と見なした正方形にも対応する。
さらに一般的に、位数{\displaystyle n}の有限アフィン平面は{\displaystyle n^{2}}個の点と{\displaystyle n^{2}+n}本の直線を持ち、各直線は{\displaystyle n}個の点を含む。そして各点は{\displaystyle n+1}本の直線に含まれる。

### 有限射影平面
有限射影平面は、空でない集合{\displaystyle X}(その要素は「点」と呼ばれる)、および、次の条件を満たすような{\displaystyle X}の部分集合の空でない族{\displaystyle L}(その要素は「直線」と呼ばれる)から構成される。
1. 2つの異なる任意の点が与えられたとき、それらを含むような直線がただ一つだけ存在する。
2. 2つの異なる任意の直線の交わり(集合の意味での交わりである)はただ一つの点を含む。
3. どの3点も同一直線にないような4点集合が存在する。

7点と7直線を持つファノ平面の図

最初の二つの公理は、点と直線の役回りが入れ代わっていることをのぞけばほとんど同一である。これは射影平面幾何に対して、この幾何で真であるような命題は、点と直線あるいは直線と点を入れ換えても真である、という意味での双対原理を示唆する。
第三の公理は、4点の存在を要求するだけだが、最初の二つの公理を満たすためには少なくとも7点が必要である。
有限射影平面のもっとも簡単な例は、7点と7直線を持ち、各点が3直線の上にあり、各直線が3点を含むようなものである。この特殊な有限射影平面は、ファノ平面とも呼ばれる。
この平面から任意の一つの直線とその直線が含む点を取り除くと、位数2のアフィン平面になる。このためファノ平面は、位数2の射影平面と呼ばれる。
一般的に位数nの射影平面は{\displaystyle n^{2}+n+1}の点および直線を持ち、各直線は{\displaystyle n+1}個の点を含み、各点は{\displaystyle n+1}本の直線に含まれる。
ファノ平面の7個の点の置換(それは全部で7!種類ある)で、同一直線上にある点の組が同一直線上に移されるようなものは群をなし、この平面の対称性と呼ばれる。この位数168の対称性の群は、PSL(2,7) = PSL(3,2),および一般線形群 GL(3,2)と同型である。

### 平面の位数
位数{\displaystyle n}の有限平面とは、各直線が{\displaystyle n}個の点を含むもの(アフィン平面の場合)、または各直線が{\displaystyle n+1}個の点を含むもの(射影平面の場合)である。有限幾何における有名な未解決問題の一つとして、
有限平面の位数は常に素数の冪であろうか?
という問題がある。これは真であると予想されているが、証明は得られていない。
{\displaystyle q=p^{k}}要素を持つ有限体上の射影平面またはアフィン平面を使うことにより、{\displaystyle n}が素数冪の時には常に位数{\displaystyle n}のアフィンおよび射影平面が存在する。
有限体から構成されない平面も存在するが、それらも含めすべて既知の有限平面は素数冪の位数である。
現在のところ、この問題に関するもっとも一般的な結果は、1949年のBruck–Ryserの定理である。
Bruck–Ryserの定理正整数{\displaystyle n}が、{\displaystyle 4k+1}または{\displaystyle 4k+2}の形であって、かつ2つの整数の平方和に等しくないならば、位数{\displaystyle n}の有限平面は存在しない。
素数の冪ではなく、Bruck–Ryserの定理の前提も満たさないような最小の整数は10である。{\displaystyle 10=4\cdot 2+2}だが、{\displaystyle 10=1^{2}+3^{2}}だからである。
位数10の有限平面が存在しないことは、1989年に計算機を利用して証明された。
Bruck–Ryserの定理が適用できないような次に小さい数は12である。

## 3次元あるいはそれ以上の次元の有限幾何
少なくとも3次元以上の空間においては、{\displaystyle k\geq 3}ならば公理的に構成されるすべての射影空間はある斜体上の{\displaystyle k}次元射影空間{\displaystyle PG(k,q)}に同型である、というヴェブレン・ヤングの定理が証明されているため、有限「平面」幾何と、それより高い次元の有限幾何の間には重要な違いがある。
一般的な高次元の有限空間に関する議論は、たとえば(Hirschfeld 1998)を参照のこと

### 有限3-空間
すべての体{\displaystyle K}に関連して、点、直線、平面がそれぞれ体{\displaystyle K}上の4次元ベクトル空間における1,2,3次元部分空間とみなせるようなある(3次元)射影空間が存在する。
次に射影空間に対する公理の集合を示す。公理的に構成する射影幾何においては、点と直線として未定義要素が採用される。平面と3-空間は結合と存在の公理を使うことで定義される。
結合の公理
P-1: AとBが異なる点ならば、AとBの両方を含むような直線が少なくとも一つ存在する。
P-2: AとBが異なる点ならば、AとBの両方を含むような直線が一つより多くは存在しない。
P-3:  3点A,B,Cはどの二つも同一直線上になく、D,Eは、B, C, D が同一直線上にあり、C, A, E が同一直線上にあるような点とすると、ある点Fで、A,B,Fが同一直線上にありかつD,E,Fが同一直線上にあるようなものが存在する。
存在の公理
P-4: 少なくとも一つの直線が存在する。
P-5: 各直線上には少なくとも3つの異なった点が存在する。
P-6: すべての点が同一直線上にある、ということはない。
P-7: すべての点が同一平面上にある、ということはない。
P-8: {\displaystyle S_{3}}が3-空間なら、すべての点は{\displaystyle S_{3}}上にある
これらの公理が満たされるような多くの異なった有限射影3-空間が存在する。

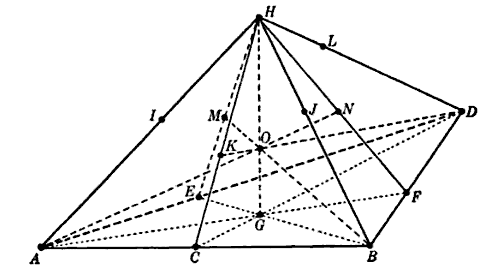
図1:ファノの3次元有限射影幾何。

図1の3-空間はそのような空間の一つであり、この空間における全ての点、直線、平面は公理P-1からP-8を満たしている。
これはまた、体{\displaystyle Z_{2}}上の最小の3次元射影空間でもある。
この射影空間は15点、35直線、15平面を持ち、15平面のそれぞれは7点と7直線を含む。各面は幾何学的にファノ平面に同型である。すべての点は7直線に含まれ、全ての直線は3点を含む。加えて、二つの異なった点はただ一つの直線と、ただ一つの直線を交わりとするような二つの平面に含まれる。
1892年に、ジーノ・ファノはそのような有限幾何、--すなわち15点、35直線、15平面を持ち、各平面が7点と7直線を含むような3次元幾何--について初めて研究した。

### 有限n-空間
一般的に任意の正の整数{\displaystyle n}に対し、{\displaystyle n}-空間の幾何は{\displaystyle n}次元幾何と呼ばれる。4次元射影幾何はP-8を次のP-8'に置き換え、さらに最後の公理P-8"を付け加えることで得られる。
P-8': すべての点が同一3-空間にある、ということはない。
P-8": {\displaystyle S_{4}}が4-空間なら、すべての点は{\displaystyle S_{4}}上にある。
一般的に{\displaystyle n}次元射影幾何(n = 4,5,...)は、P-8を次のような公理で置き換えることで得られる。
(i)	全ての点が同一の{\displaystyle S_{3},S_{4},\ldots ,S_{n-1}}上にある、ということはない。
(ii)	{\displaystyle S_{n}}がn-空間なら、すべての点は{\displaystyle S_{n}}上にある
これら高次元(n>3)空間の研究は最新の数学理論においても多くの重要な応用を持っている。

## 応用
有限幾何は組合せ論や符号理論の各種の問題に対して、その解のモデルを提供する。
有名な一例として、カークマンの女学生問題などがある。